# Singapore tại Đại hội Thể thao Đông Nam Á 2007
Singapore tham dự Đại hội Thể thao Đông Nam Á 2007 tại thành phố Nakhon Ratchasima, Thái Lan từ ngày 6 đến ngày 16 tháng 12 năm 2007.

## Thành tích

### Bảng huy chương
|      | Môn                       | Vàng | Bạc | Đồng | Tổng |
| ---- | ------------------------- | ---- | --- | ---- | ---- |
| 01.  | Bơi                       | 11   | 9   | 6    | 26   |
| 02.  | Bắn súng                  | 8    | 6   | 6    | 20   |
| 03.  | Bóng bàn                  | 7    | 2   | 0    | 9    |
| 04.  | Đua thuyền buồm           | 4    | 6   | 3    | 13   |
| 05.  | Thể dục dụng cụ           | 4    | 2   | 2    | 8    |
| 06.  | Bowling                   | 3    | 0   | 1    | 4    |
| 07.  | Đấu kiếm                  | 1    | 2   | 5    | 8    |
| 08.  | Wushu                     | 1    | 2   | 0    | 3    |
| 09.  | Điền kinh                 | 1    | 0   | 1    | 2    |
| =.   | Pencak Silat              | 1    | 0   | 1    | 2    |
| 11.  | Ba môn phối hợp           | 1    | 0   | 0    | 1    |
| =.   | Bóng nước                 | 1    | 0   | 0    | 1    |
| 13.  | Cầu lông                  | 0    | 4   | 2    | 6    |
| 14.  | Billiards và Snooker      | 0    | 2   | 2    | 4    |
| 15.  | Bóng bầu dục              | 0    | 1   | 1    | 2    |
| =.   | Bóng mềm                  | 0    | 1   | 1    | 2    |
| =.   | Thể hình                  | 0    | 1   | 1    | 2    |
| 18.  | Bóng gỗ trên cỏ           | 0    | 1   | 0    | 1    |
| =.   | Judo                      | 0    | 1   | 0    | 1    |
| =.   | Khúc côn cầu              | 0    | 1   | 0    | 1    |
| =.   | Polo                      | 0    | 1   | 0    | 1    |
| 22.  | Muây Thái                 | 0    | 0   | 3    | 3    |
| 23.  | Đua thuyền Canoe và Kayak | 0    | 0   | 2    | 2    |
| 24.  | Bắn cung                  | 0    | 0   | 1    | 1    |
| =.   | Bi sắt                    | 0    | 0   | 1    | 1    |
| =.   | Bóng đá                   | 0    | 0   | 1    | 1    |
| =.   | Chèo thuyền               | 0    | 0   | 1    | 1    |
| =.   | Karate                    | 0    | 0   | 1    | 1    |
| Tổng | Tổng                      | 43   | 43  | 41   | 127  |

### Vàng
- Ba môn phối hợp
  - Ba môn phối hợp nam: Mok Ying Ren

- Bắn súng
  - Súng ngắn hơi 10 m nam: Gai Bin

  - Súng trường hơi 10 m nam: Koh Tien Wei Jonath
  - Súng trường hơi 10 m đồng đội nam: Koh Tien Wei Jonath, Zhang Jin, Ong Jun Hong
  - Bắn đĩa bay Trap nam: Amat Mohd Zain
  - Bắn đĩa bay Trap đồng đội nam: Amat Mohd Zain, Lee Wung Yew, Choo Choon Seng
  - Bắn đĩa bay Trap đôi nam: Choo Choon Seng
  - Bắn đĩa bay Trap đôi đồng đội: Choo Choon Seng, Amat Mohd Zain, Tan Chee Keong
  - Súng trường hơi 10 m nữ: Ser Xiang Wei

- Bóng bàn
  - Đơn nam: Gao Ning
  - Đơn nữ: Wang Yuegu

  - Đồng đội nam: Gao Ning, Cai Xiaoli, Yang Zi, Pang Xuejie, Ho Jiaren Jason
  - Đồng đội nữ: Wang Yuegu, Li Jiawei, Sun Bei Bei, Tan Paey Fern, Yu Mengyu
  - Đôi nam: Gao Ning, Yang Zi
  - Đôi nữ: Sun Bei Bei, Yu Mengyu
  - Đôi nam nữ: Yang Zi, Li Jiawei
- Bóng nước
  - Đội tuyển nam
- Bowling
  - Đơn nam: Ng Qenn
  - Ba nam: Ng Qenn, Ong Remy, Yeong-Nathan Jason
  - Master nam: Ong Remy

- Bơi

  - 100 m tự do nam: Tay Zhirong Bryan
  - 100 m bơi ngửa nam: Ong Zach
  - 4x100 m tự do tiếp sức nam: Tay Zhirong Bryan, Ong Russell, Tan Xue-wei, Sy Shirong Jeffrey
  - 4x200 m tự do tiếp sức nam: Tay Zhirong Bryan, Cheah Mingzhe Marcus, Thum Bing Ming, Lim Wen Hao Joshua
  - 100 m bơi ngửa nữ: Tao Li
  - 100 m bơi ếch nữ: Teo Wei-min Nicolette
  - 200 m bơi ếch nữ: Teo Wei-min Nicolette
  - 100 m bơi bướm nữ: Tao Li
  - 200 m bơi bướm nữ: Tao Li
  - 400 m 4 kiểu bơi nữ: Quah Ting Wen
  - 4x100 m 4 kiểu bơi tiếp sức nữ: Quah Ting Wen, Tao Li, Teo Wei-min Nicolette, Lim Jia Yi Shana
- Đấu kiếm
  - Kiếm liễu đồng đội nữ: Ng Yi Lin Ruth, Ser Xue Ling Serene, Tay Yu Ling, Wang Wenying
- Điền kinh
  - Đẩy tạ nữ: Zhang Guirong

- Đua thuyền buồm

  - Thuyền buồm quốc tế 420 nam: Liu Justin Yinman, Cheng Feng Yuan Sherman
  - Thuyền buồm quốc tế 470 nam: Tay Jun Hao Roy, Chung Pei Ming
  - Thuyền buồm quốc tế 470 nữ: Liu Xiaodan Dawn, Tan Li Yong Elizabeth
  - Thuyền Optimist nữ (U15): Lee Qing Rachel
- Pencak Silat
  - Dưới 75 kg nam: Muhamed Ramli Mohamed N. Rafili

- Thể dục dụng cụ
  - Toàn năng nữ: Tay Jia Hui Tabitha
  - Toàn năng nữ: Tay Xi Hui Nicole

  - Đồng đội nữ: Tay Xi Hui Nicole, Lim Heem Wei, Suhairi Nazyra, Ng Hui Min Sarah, Nabilah Nur Atikah, Tay Jia Hui Tabitha
  - Thể dục tự do nữ: Tay Jia Hui Tabitha
- Wushu
  - Đối luyện đôi nữ: Ding/Ng Xing

### Bạc
- Bắn súng

  - Súng trường hơi 10 m nam: Ong Jun Hong
  - Súng ngắn 50 m đồng đội nam: Poh Lip Meng, Gai Bin, Ho Hung Yi
  - Súng ngắn tiêu chuẩn 25 m nam: Poh Lip Meng
  - Súng ngắn tiêu chuẩn 25 m đồng đội nam: Poh Lip Meng, Gai Bin, Sairi Rafiee Bin
  - Súng ngắn ổ quay 25 m đồng đội nam: Poh Lip Meng, Gai Bin, On Shaw Ming
  - Bắn đĩa bay Trap đôi nam: Tan Chee Keong
- Billiards và Snooker
  - 8 bi đơn nam: Tey Choon Kiat
  - 9 bi đôi nam: Chan Keng Kwang, Toh Lian Han
- Bóng bàn
  - Đơn nữ: Li Jiawei, Wang Yuegu
  - Đơn nam nữ: Gao Ning, Sun Bei Bei

- Bóng bầu dục
  - Đội tuyển nữ
- Bóng gỗ trên cỏ
  - Đơn nam: Chia Tee Chiak
- Bóng mềm
  - Đội tuyển nữ
- Bơi

  - 200 m tự do nam: Tay Zhirong Bryan
  - 400 m tự do nam: Cheah Mingzhe Marcus
  - 200 m bơi ngửa nam: Ong Zach
  - 100 m tự do nữ: Quah Ting Wen
  - 200 m tự do nữ: Quah Ting Wen
  - 800 m tự do nữ: Lim Shu-en Lynette
  - 100 m bơi ngửa nữ: Lim Jia Yi Shana
  - 200 m 4 kiểu bơi nữ: Tao Li
  - 4x200 m tự do tiếp sức nữ: Lim Xiang Qi Amanda, Lim Shu-en Lynette, Ong Chui, Bin Mylene, Quah Ting Wen

- Cầu lông
  - Đơn nam: Lee Yen Hui Kendrick

  - Đồng đội nam: Chen Yong Zhao Ashton, Chew Swee Hau, Khoo Kian Teck, Lee Yen Hui Kendrick, Muhammad Azlin Bin Latib, Saputra Hendri Kurniawan, Susilo Ronald, Wijaya Hendra, Wong Zi Liang Derek
  - Đồng đội nữ: Fu Mingtian, Ge Juan, Jiang Yanmei, Li Li, Li Yujia, Liu Fan Frances, Neo Yu Yan Vanessa, Sari Shinta Mulia, Xing Aiying, Yao Lei
  - Đôi nam: Saputra Hendri Kurniawan, Wijaya Hendra
- Đấu kiếm
  - Kiếm ba cạnh đơn nam: Lim Wei Wen
  - Kiếm chém đơn nữ: Lim Yean Hong Nona

- Đua thuyền buồm

  - Thuyền buồm quốc tế 420 nữ: Choo Bei Fen Jovina, Tan Li Ching Sara
  - Thuyền buồm Laser quốc tế: Koh Seng Leong
  - Thuyền buồm Laser quốc tế: Tam Shiu Wun Siobhan
  - Thuyền Optimist đồng đội: Kan Tsung Liang Russell, Lee Qing Rachel, Tan Yi Hao Luke, Hui Min Daniella, Wong Loong Darren
  - Super Mod: Lo Jun Hao
  - Hobie 16: Low Wen Chun, Chew Wei Xiang Jonathan Russel
- Judo
  - Ju-no Kata: Ngo Yee Ling, Cai Renjun
- Khúc côn cầu
  - Đội tuyển nam

- Polo
  - Đội tuyển nam
- Thể dục dụng cụ

  - Thể dục tự do nữ: Tay Xi Hui Nicole
  - Xà lệch nữ: Tay Xi Hui Nicole
- Thể hình
  - Dưới 60 kg nam: Amir Bin Zainal
- Wushu
  - Thái cực quyền nam: Goh Qiu Gin
  - Trường quyền nữ: Khor Poh Chin

### Đồng
- Bắn cung

  - 3 dây đồng đội nữ: Gul Maryanne, Lee Bee Teng, Wong Lian Hoe
- Bắn súng
  - Súng ngắn hơi 10 m đồng đội nam: Gai Bin, Ho Hung Yi, Poh Lip Meng
  - Súng trường 50 m nằm bắn đồng đội nam: Kimin Kasmijan Bin, Ong Jun Hong, Chee Kwet Chian Andy
  - Bắn đĩa bay Trap nam: Lee Wung Yew
  - Bắn đĩa bay Skeet nam: Chiew Huan Lin
  - Bắn đĩa bay Skeet đồng đội nam: Chan David, Chiew Huan Lin, Lee Yee
  - Súng ngắn hơi 10 m đồng đội nữ: Fan Xiao Ping, Zhao Hui Jing, Pheong Siew Shya
- Bi sắt
  - Ba nữ: Boon Huay Heo, Bte Ismil Nur Izzati, Heoi Bin Goh, Ruo Ning Ong

- Billiards và Snooker

  - Snooker 6 bi đỏ đơn nam: Lim Chun Kiat
  - Snooker đồng đội nam: E Boon Aun Keith, Gilchrist Peter, Lim Chun Kiat
- Bóng bầu dục
  - Đội tuyển nam
- Bóng đá
  - Đội tuyển nam
- Bóng mềm
  - Đội tuyển nam
- Bowling
  - Ba nữ: Chan Evelyn, Ng Amanda, Yeong-Nathan Jasmine

- Bơi
  - 50 m tự do nam: Ong Russell

  - 1500 m tự do nam: Cheah Mingzhe Marcus
  - 200 m bơi ngửa nam: Cheah Mingzhe Marcus
  - 400 m 4 kiểu bơi nam: Lim Zhi Cong
  - 4x100 m 4 kiểu bơi tiếp sức nam: Tan Jin Leonard, Tan Xue-Wei, Tay Zhirong Bryan, Ong Zach
  - 200 m bơi ngửa nữ: Lim Jia Yi Shana
- Cầu lông
  - Đôi nữ: Li Yujia, Jiang Yanmei
  - Đôi nam nữ: Li Yujia, Saputra Hendri Kurniawan
- Chèo thuyền
  - Thuyền nhẹ đơn nữ: Mohd Rafa'ee Saiyidah Aisyah

- Đấu kiếm

  - Kiếm liễu đồng đội nam: Chua Wee Hong Eugene, Sng Chong Guo Eddie, Tsang Chi Yin Anthony, Wu Jie
  - Kiếm chém đơn nam: Muthiah Mark Dhinesh
  - Kiếm ba cạnh đơn nam: Lin Qinghui
  - Kiếm ba cạnh đồng đội nam: Fang Kuo Wei Nicholas, Leong Kok Seng, Lim Wei Wen, Lin Qinghui
  - Kiếm chém đồng đội nữ: Khoo Yi Min Liesl, Lee Huimin Ann, Lee Yi Chen Lewina, Lim Yean Hong Nona
- Điền kinh
  - Ném đĩa nữ: Zhang Guirong

- Đua thuyền buồm

  - Thuyền Optimist nam (U15): Kan Tsung Liang Russell
  - Thuyền Mistral (trẻ): Choo Meng Keng Joshua
  - Farr Platu 25: Tan Weizheng Justin, Wong Ming Ho Justin, Chong Jin Yuan Alvin, Chan Jun Kun Wilbur, Kwong Kin Alvin
- Đua thuyền Canoe và Kayak
  - Kayak đôi nữ 500m: Ng Xiang Ru Annabelle, Lee Wiling Geraldine
  - Kayak bốn nữ 500m: Ng Xiang Ru Annabelle, Lee Wiling Geraldine, Chen Jiewen Andrea, Chua Peixuan Irene

- Karate
  - Kata cá nhân nữ: Ng Pei Yi

- Muây Thái
  - Hạng nhẹ 60 kg nam: Wong Lei Biao
  - Hạng bán trung 63,5 kg nam: Wong Jianjun Louis
  - Hạng ruồi 51 kg nữ: Brenda Shee Jin Hui
- Pencak Silat
  - Dưới 50 kg nữ: Amran Nur As'ashikeen
- Thể dục dụng cụ
  - Ngựa tay quai nam: Chan David-Jonathan
  - Ngựa gỗ nữ: Tay Jia Hui Tabitha
- Thể hình
  - Dưới 70 kg nam: Sasi Zura Raush